# Passiflora herthae
Passiflora herthae är en passionsblomsväxtart som beskrevs av Hermann August Theodor Harms. Passiflora herthae ingår i släktet passionsblommor, och familjen passionsblomsväxter. Inga underarter finns listade i Catalogue of Life.